# 佐藤明達
佐藤 明達（さとう あきさと、1928年 - 2023年）は、日本のアマチュア天文家・天文教育者、天文学史家。

## 経歴
少年時代から野尻抱影の著書で天文学に親しみ、京都大学理学部宇宙物理学科を卒業した。大阪市立電気科学館（現在の大阪市立科学館）に長年勤務した。その間と退職後も、アマチュア天文家向けに天文学史と天文教育に関する記事を、主に東亜天文学会の機関紙『天界』などに非常に多数執筆している（国会図書館によれば、記事は総数300篇以上に及ぶ）。また、天文学史研究会の「談天の会」でもたびたび報告したり意見を述べたりした。
2014年からは、それまでに執筆した記事を分類してまとめ、『佐藤明達選集』と題する6冊の分厚い著書・編著として出版し、晩年まで意見投稿を行った。
2023年11月に逝去、享年95歳。

## 著書・編纂書
- 『天文教育』 (佐藤明達選集 1)、2014年、誠文堂新光社、
- 『天文史』 (佐藤明達選集 2)、2015年、同社、
- 『人物天文誌』 (佐藤明達選集 3)、2016年、同社、
- 『天文周遊』 (佐藤明達選集 4)、2016年、同社、
- 『天文逍遥』 (佐藤明達選集 5)、2017年、同社、
- 『天文書評』（佐藤明達選集 6)、2018年、同社。